# Manfred Menzel
Manfred Menzel (* 26. Juni 1935) ist ein ehemaliger deutscher Fußballspieler.

## Werdegang
Der Abwehrspieler Manfred Menzel spielte seit den frühen 1960er Jahren für Arminia Bielefeld und wurde 1962 mit der Mannschaft Westfalenmeister. Die Bielefelder stiegen in die II. Division West auf und schafften ein Jahr später, am letzten Spieltag, durch einen 4:1-Sieg gegen den Dortmunder SC 95 die Qualifikation für die neu geschaffene Regionalliga West. Nach drei Jahren als Stammspieler verlor Menzel während der Saison 1966/67 seinen festen Platz in der Abwehr der Arminia und verließ den Verein am Saisonende und schloss sich dem Lokalrivalen VfB 03 Bielefeld an.  Manfred Menzel absolvierte 104 Regionalligaspiele für die Bielefelder und erzielte dabei vier Tore.